# Kaokoxylon
Kaokoxylon (Sahni) es un género de coníferas extintas que existía en el Pérmico y Triásico. Se encuentra en la India (Bengala), Brasil (Paleorrota) y Argentina (Río Rioja).
Fue encontrado en Brasil en el geoparque Paleorrota, en el municipio de Faxinal do Soturno en Linha São Luiz. Este afloramiento se encuentra en la Formación Caturrita.

## Descripción
Células de esclerénquima aislados o en pequeños grupos irregulares a lo largo de la médula y sin conexiones.